# 穆斯卡尔代斯
穆斯卡尔代斯（法語：Mouscardès，法語發音：[muskaʁdɛs]）是法国朗德省的一个市镇，属于达克斯区。

## 地理
穆斯卡尔代斯（43°34'58"N, 0°52'50"W）面积9.14 平方千米，位于法国新阿基坦大区朗德省，该省份为法国西南部沿海省份，是法國本土面积第二大的省，北起吉倫特省，西临大西洋，南至大西洋比利牛斯省，东临热尔省，东北与洛特-加龍省接壤。
与穆斯卡尔代斯接壤的市镇（或旧市镇、城区）包括：埃斯蒂博、阿巴斯、奥萨日、波马雷兹、蒂勒。

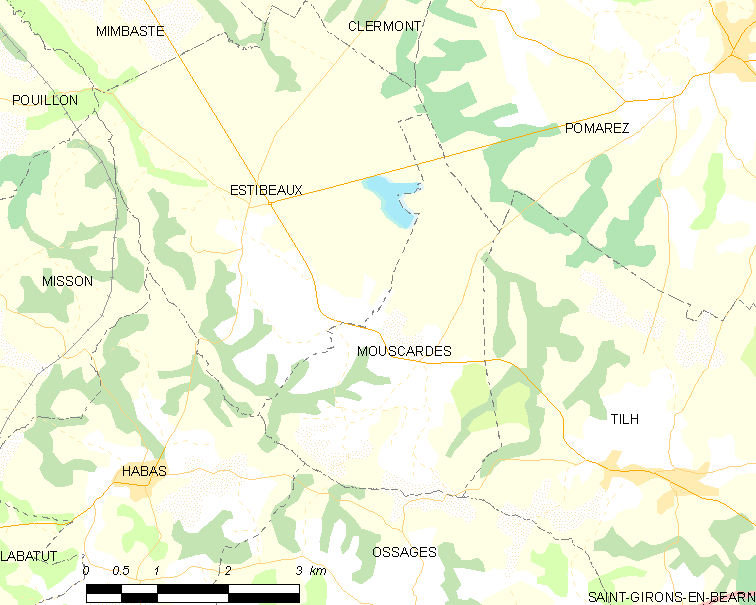
穆斯卡尔代斯的OSM定位图

穆斯卡尔代斯的时区为UTC+01:00、UTC+02:00（夏令时）。

## 行政
穆斯卡尔代斯的邮政编码为40290，INSEE市镇编码为40199。

## 政治
穆斯卡尔代斯所属的省级选区为奥尔特-阿里冈县。

## 人口

1962-2008年间穆斯卡尔代斯人口变化图示

穆斯卡尔代斯于2022年1月1日时的人口数量为268人。